# Other Side of Love
„Other Side of Love” – dwudziesty pierwszy singel jamajskiego piosenkarza Seana Paula, który został wydany 10 czerwca 2013 roku przez Atlantic Records.

## Lista utworów
- CD singel (9 sierpnia 2013)[1]

1. „Other Side of Love” – 3:05
2. „Dat U Like” – 3:06 (utwór dodatkowy)

- CD – singel promocyjny, digital download (10 i 14 czerwca 2013)[2][3]

1. „Other Side of Love” – 3:06 lub 3:05

## Teledysk
Teledysk do utworu wyreżyserowany przez Jona J został opublikowany przez Atlantic Records 31 lipca 2013 roku.

## Notowania na listach sprzedaży
| Kraj/Region               | Lista (2013)    | Najwyższa pozycja |
| ------------------------- | --------------- | ----------------- |
| Niemcy                    | Top 100 Singles | 3                 |
| Szwajcaria                | Singles Top 75  | 4                 |
| Wielka Brytania           | Singles Top 100 | 7                 |
| Wielka Brytania (Szkocja) | Top 40 Scottish | 9                 |
| Austria                   | Singles Top 75  | 11                |
| Irlandia                  | Top 50 Singles  | 43                |
| Australia                 | Top 50 Singles  | 60                |
| Francja                   | Top 200 Singles | 82                |